# Championnats de France de patinage artistique 1965
Navigation
Championnats de France 1964 Championnats de France 1966
Les championnats de France de patinage artistique 1965 ont eu lieu à la patinoire olympique de Boulogne-Billancourt pour 4 épreuves : simple messieurs, simple dames, couple artistique et danse sur glace.

## Faits marquants
- Alain Calmat obtient son 5e et dernier titre national. Il est à noter qu'il monte pour la 12e fois sur le podium des championnats de France. Quelques semaines plus tard, il est sacré champion du monde à Colorado Springs en mars 1965.

## Podiums
| Épreuves                            | Or                                 | Argent                         | Bronze        |
| Messieurs résultats détaillés       | Alain Calmat                       | Robert Dureville               | Patrick Péra  |
| Dames résultats détaillés           | Nicole Hassler                     | Sylvaine Duban                 | Denise Neanne |
| Couples résultats détaillés         | Noëlle Santerne / Yves Le Théry    | -                              | -             |
| Danse sur glace résultats détaillés | Brigitte Martin / Francis Gamichon | Élyane Morand / Daniel Georget | -             |

## Détails des compétitions
(Détails des compétitions encore à compléter)

### Messieurs
| Rang | Nom              |
| ---- | ---------------- |
| 1    | Alain Calmat     |
| 2    | Robert Dureville |
| 3    | Patrick Péra     |
| ...  |                  |

### Dames
| Rang | Nom            |
| ---- | -------------- |
| 1    | Nicole Hassler |
| 2    | Sylvaine Duban |
| 3    | Denise Neanne  |
| ...  |                |

### Couples
| Rang | Nom                             |
| ---- | ------------------------------- |
| 1    | Noëlle Santerne / Yves Le Théry |

### Danse sur glace
| Rang | Nom                                |
| ---- | ---------------------------------- |
| 1    | Brigitte Martin / Francis Gamichon |
| 2    | Élyane Morand / Daniel Georget     |

## Sources
- Le livre d'or du patinage d'Alain Billouin, édition Solar, 1999